# Pracovní konkurz
Pracovní konkurz se používá v případě výběru zaměstnanců pro vyšší a náročnější pozice. Tato forma výběru pracovníků je častá u velkých firem, méně již u středně velkých a vůbec se nepoužívá v malých firmách. Samotný výraz konkurz (konkurs) pochází z latinského concursus, což znamená sběh, sbíhání, shlukování.
Konkurz se může dělit na následující fáze:
1. Vyhlášení – podmínky konkurzu jsou uveřejněny ve sdělovacích prostředcích. Tzn. jaký pracovník a na jaké místo se hledá, co se od něj vyžaduje a také kdy a kde se konkurz koná. Stejně jako u osobního pohovoru i zde je důležité vystupování a celkový dojem, kterým člověk působí.
2. Průběh – speciálně sestavená konkurzní komise vyslechne uchazeče. Běžný je i rozhovor v cizím jazyce a načrtnutí představ o budoucí strategii firmy či její části.
3. Vyhodnocení – komise sestaví pořadí uchazečů[1] dle jejich výsledků a předloží jej zadavateli konkurzu (většinou majiteli firmy).